# Янтарная комната

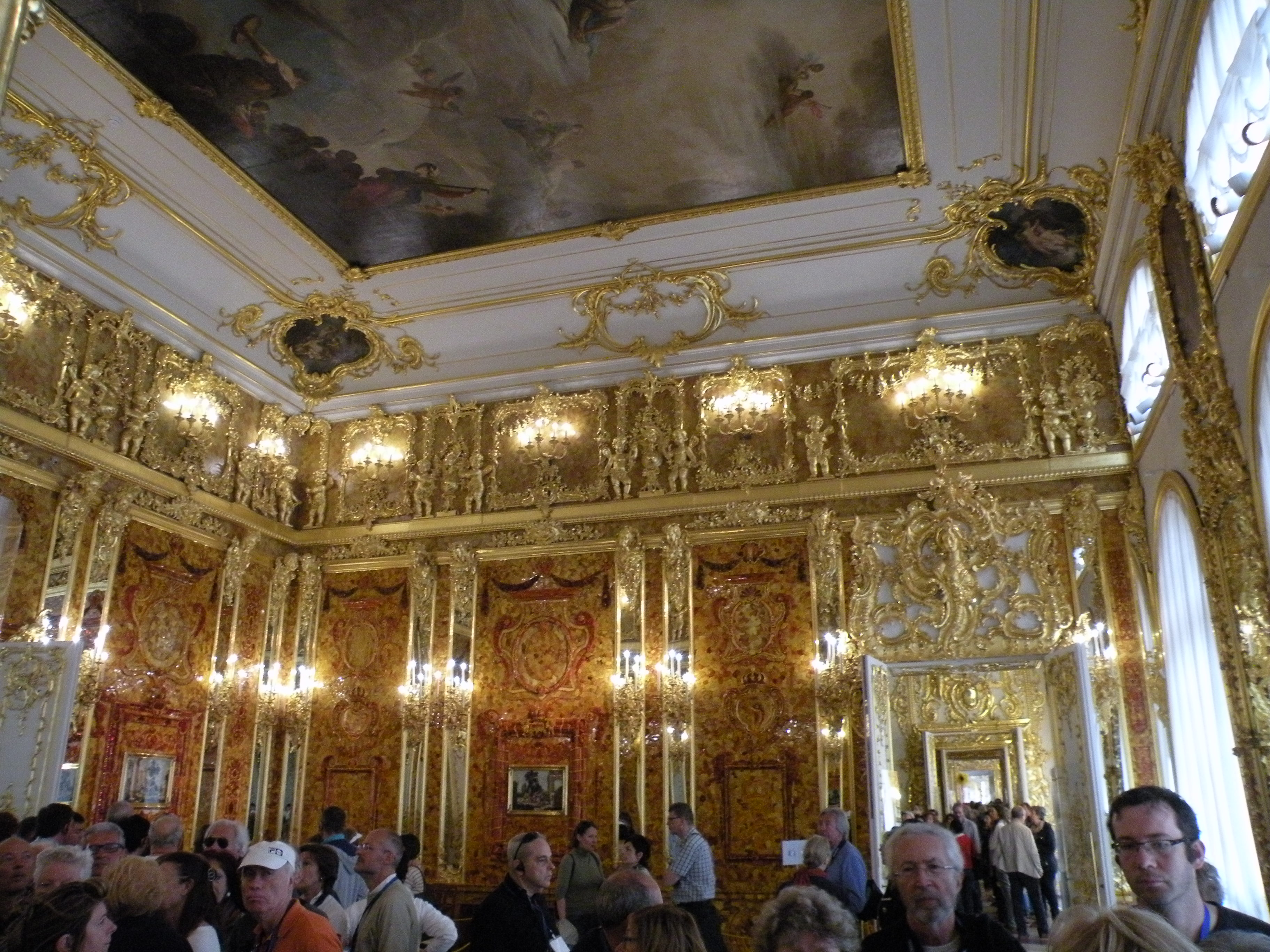
Воссозданная Янтарная комната

Янтарная комната (первоначально: Янтарный кабинет, «Янтарная камора») — шедевр искусства XVIII века, бесследно исчезнувший во время Великой Отечественной войны. В отделке преимущественно использовался янтарь — большой кабинет состоял из янтарных панелей, украшений и панно. Создана немецкими мастерами для прусского короля Фридриха I, затем подарена Петру I, после чего дополнена зеркальными пилястрами под руководством Бартоломео Франческо Растрелли, так как размеры изначального янтарного кабинета были гораздо меньше того помещения, где она была выставлена в России. Считалась жемчужиной летней резиденции российских императоров в Царском Селе.

## История создания
Создание Янтарной комнаты по планам Иоганна Фридриха Эозандера фон Гёте было начато в 1701 году датчанином Готтфридом Вольффрамом (нем. Gottfried Wolffram) и закончено спустя десять лет данцигскими мастерами Эрнстом Шахтом (нем. Ernst Schacht) и Готтфридом Турау (нем. Gottfried Thurau) по заказу прусского короля Фридриха I. Уже его сын, король Фридрих Вильгельм I преподнёс кабинет Петру I в дар. Пётр оценил подарок: «Король подарил меня изрядным презентом яхтою, которая в Потсдаме зело убранная, и кабинетом Янтарным, о чём давно желали» — писал он жене Екатерине. Янтарный кабинет упаковали и с большими предосторожностями переправили в Санкт-Петербург в 1717 году. Первое время (до возвращения Петра I из заграничного турне в октябре 1717 г.) разобранный на части Янтарный кабинет находился в Меншиковском дворце, где за ним присматривал губернатор С.-Петербурга светлейший князь А. Д. Меншиков, а затем упакованные в ящиках янтарные панно сложили в нижнем зале в Людских палатах Летнего сада, где они пролежали четверть века.
Вспомнили о них, когда на российский престол взошла дочь Петра I, Елизавета Петровна. В 1743 году она повелела установить «по наилучшему искусству» Янтарный кабинет «в Зимнем Ея императорского величества доме покоев» (третьем Зимнем дворце, стоявшем на месте нынешнего, четвёртого) и поручила это дело итальянскому мастеру Александру Мартелли, дав ему в помощники тогда ещё молодого архитектора Б. Ф. Растрелли. Всё было сделано в наилучшем виде. А когда в начале 1750-х гг. Елизавета Петровна задумала построить «ради славы всероссийской» загородную резиденцию, не уступающую по размаху и роскоши лучшим парадным резиденциям Европы, она повелела уже обер-архитектору двора Растрелли построить парадный дворец и перенести туда Янтарный кабинет, существенно его «исправив». Растрелли его «исправил»: ввёл в отделку золочёную деревянную резьбу, зеркала-пилястры и мозаичные картины из агата и яшмы. И к 1770 году под надзором Растрелли кабинет преображается в знаменитую Янтарную комнату Большого Екатерининского дворца в Царском Селе, существенно увеличившись в размерах и роскоши.
Резкие перепады температуры, печное отопление и сквозняки разрушали янтарный убор. Реставрация проводилась в 1833, 1865, 1893—1897, 1933—1935 годах. Серьёзная реставрация намечалась на 1941 год, однако реализовать проект помешала Великая Отечественная война.
Сохранившиеся подлинные фрагменты Янтарной комнаты (собрание Эрмитажа):

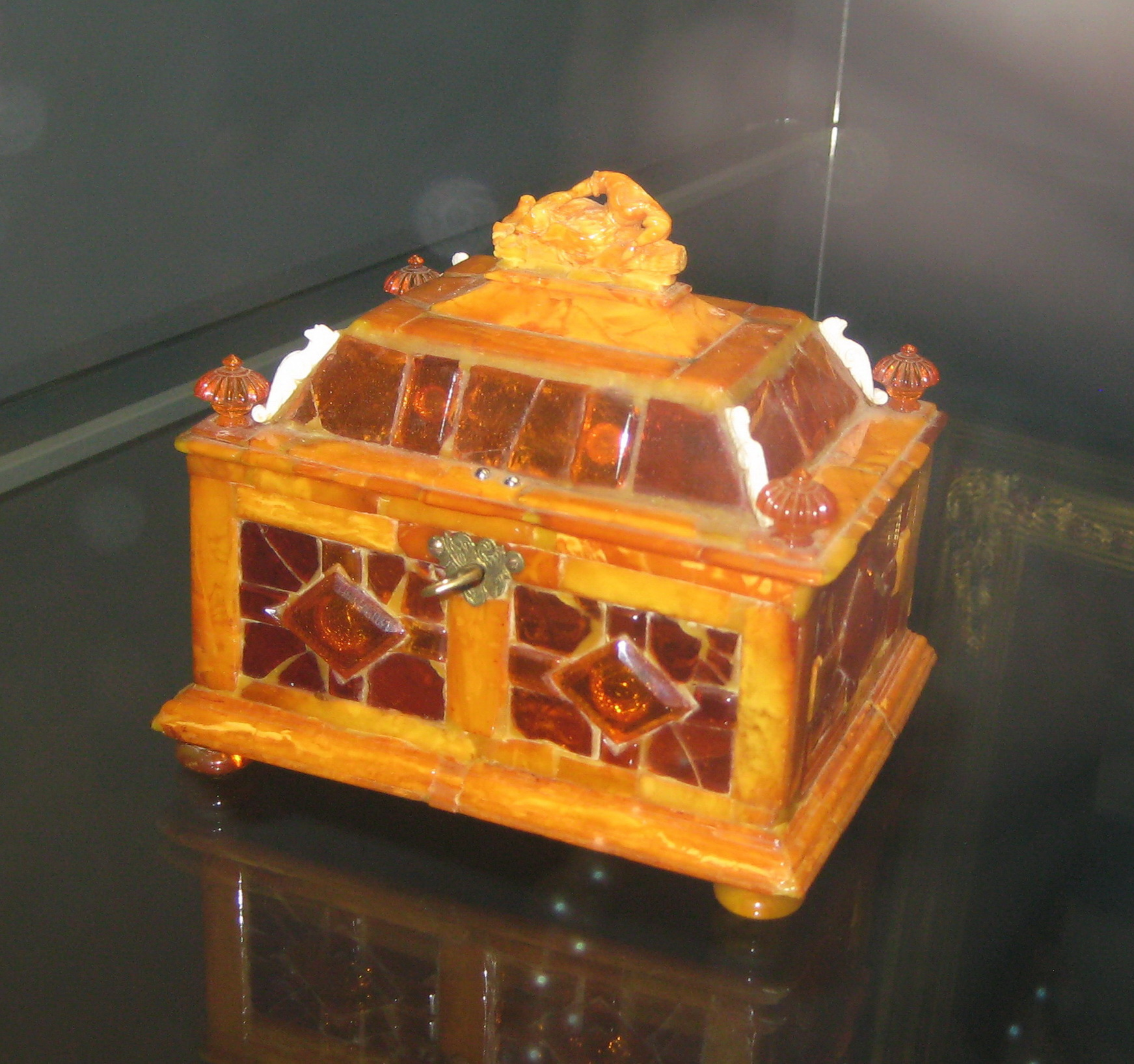
Ларец. Гданьск. Конец XVII века. Янтарь, металл, фольга; резьба. Государственный Эрмитаж. Был подарен Фридрихом Вильгельмом I Петру Великому во время его пребывания в Берлине в 1716 году[5].
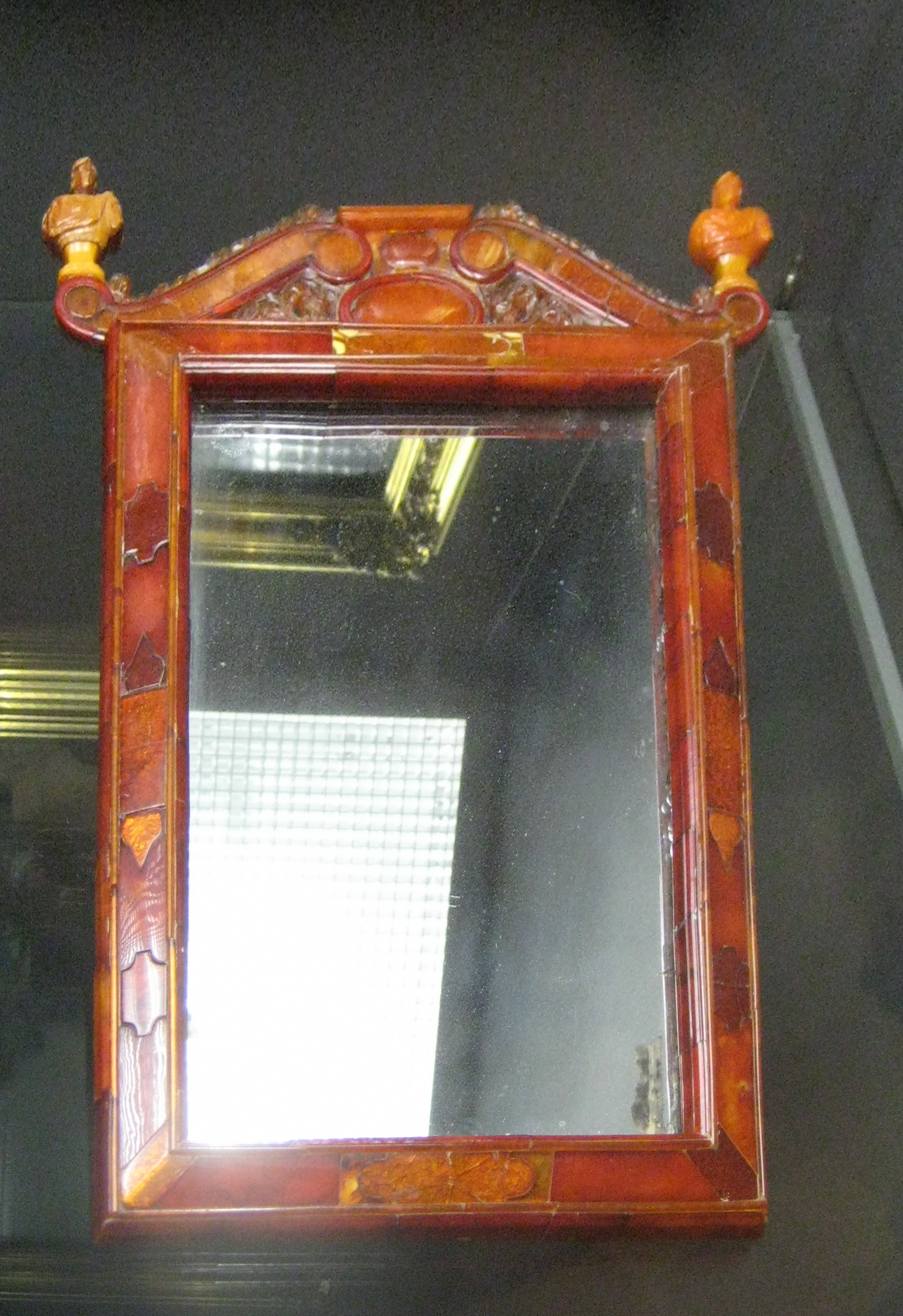
Зеркало. Кёнигсберг. 1700—1705. Государственный Эрмитаж. Вместе с Янтарной комнатой было подарено Фридрихом Вильгельмом I Петру Великому в 1716 году.
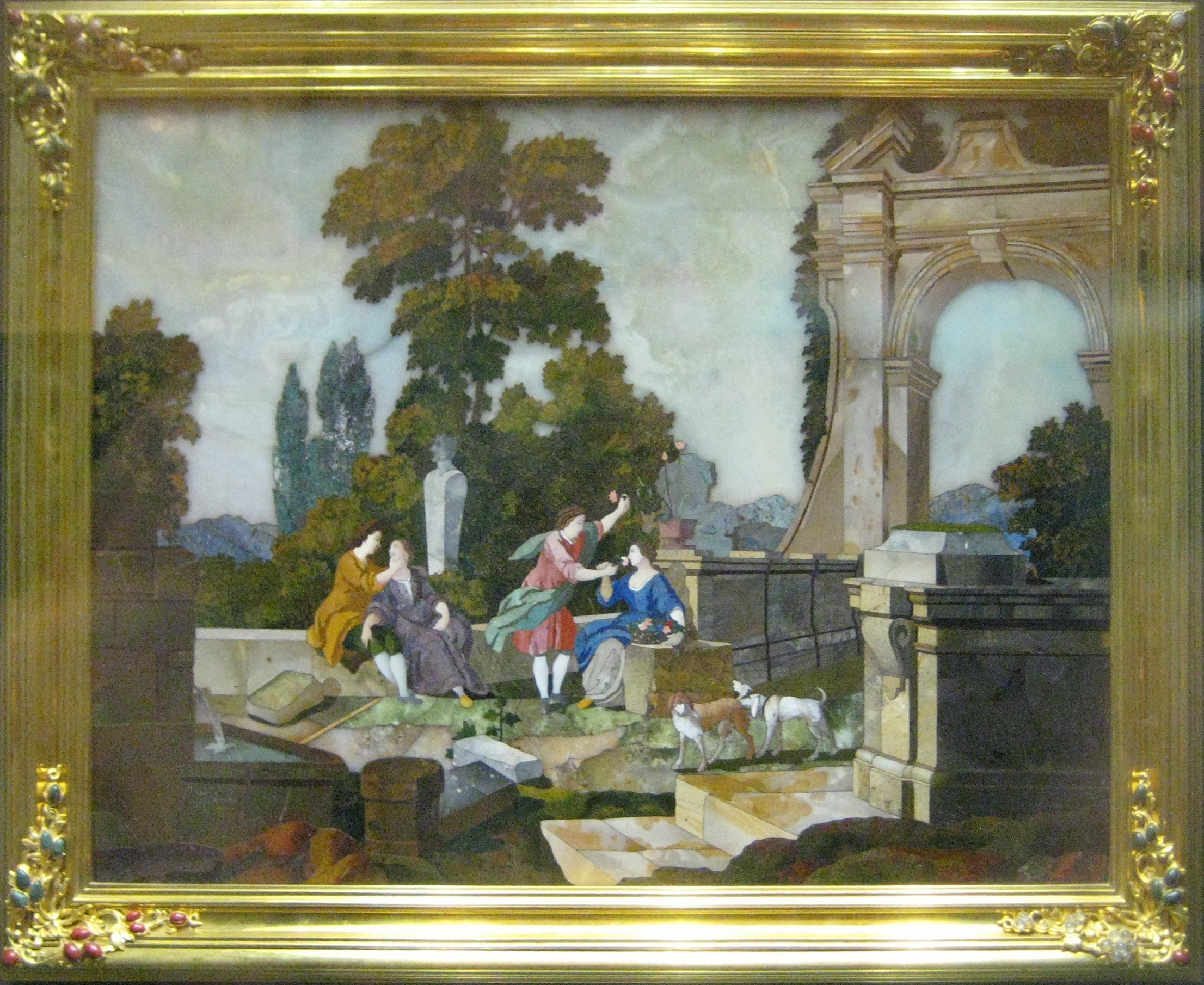
Мозаичная картина «Осязание и Обоняние». Италия, 1751. Входило в цикл мозаик, подаренных Елизавете Петровне императрицей Марией Терезией

## Исчезновение Янтарной комнаты
Во время Великой Отечественной войны дворец оказался на оккупированных территориях и «комната» была вывезена немецкими войсками.
В начале Великой Отечественной войны музейные ценности из Екатерининского дворца были вывезены в Новосибирск. Янтарную комнату решили не трогать из-за её хрупкости, произвели её консервацию на месте. Панно оклеили сначала бумагой, затем марлей и ватой, чтобы защитить от взрывной волны, и оставили. Как выяснилось уже в наши дни, «восьмое чудо света» оставили из-за того, что Янтарная комната не была включена в эвакуационный план 1936 года, составленный на случай войны, а утверждённый советским правительством расширенный эвакоплан 1938/39 годов загадочным образом исчез. Не имея санкции на эвакуацию столь значимого произведения искусства, музейные работники не стали его эвакуировать, да и не могли, потому что из-за сокращения штатов в июле 1941 года в штате Екатерининского дворца-музея осталось всего 5 человек, почти все женщины. Эвакуировать такую «махину» они физически не могли. А немцы, захватив 18 сентября 1941 года г. Пушкин и ограбив Екатерининский дворец, похитили и Янтарную комнату.
Похищенное сокровище предназначалось для «музея фюрера» в Линце. Поэтому для его вывоза в начале октября 1941 г. в Пушкин (б. Царское Село) прибыли два офицера-искусствоведа, выполнявшие особые поручения Гитлера: граф в чине ротмистра Э.-O. Сольмс-Лаубах и капитан доктор Пенсген. Как установил спустя сорок лет подполковник разведки «Штази» Пауль Энке, занимавшийся в составе особой группы МГБ ГДР поисками Янтарной комнаты, названные посланцы фюрера в середине октября 1941 года демонтировали и вывезли Янтарную комнату, которая до конца войны должна была храниться в подвалах Рижского замка, откуда потом её надлежало отправить в Линц. Однако гауляйтер Восточной Пруссии Эрих Кох и директор Художественных собраний Кёнигсберга, крупнейший специалист по янтарю доктор Альфред Роде попросили Гитлера до создания музея в Линце выставить Янтарную комнату в Кёнигсбергском замке. Разрешение было получено, и в ноябре 1941 года сокровище отправилось в Кёнигсберг.
С апреля 1942-го по август 1944 года панели Янтарной комнаты были смонтированы в одном из музейных залов Королевского замка Кёнигсберга, который по размерам был существенно меньше Янтарной комнаты в Царскосельском дворце. В немецких документах эта «маленькая» Янтарная комната именовалась «немецкой Янтарной комнатой» или «кабинетом». C тех пор примерно треть «лишних» янтарных панно хранилась отдельно в подвалах замка или Имперского банка напротив. В ночь на 30 августа 1944 года в результате массированного налёта английской авиации в замке случился пожар, при котором шесть цокольных янтарных панелей оплавились, о чём 2 сентября доктор Роде сообщил своему начальству в Берлин. Однако остальные янтарные панели не пострадали. Их упаковали и сложили в Орденском зале замка, уцелевшем после бомбёжки. По приказу из Берлина в январе 1945 года ящики с янтарными панелями попытались вывезти в глубь Германии, но не смогли, так как советские танки перекрыли железную дорогу. Поэтому ящики с янтарными панно хранились в Орденском зале Кёнигсбергского замка вплоть до начала штурма города советскими войсками утром 6 апреля 1945 года. Поздно вечером 9 апреля 1945 года (сразу после капитуляции кёнигсбергского гарнизона) замок был занят советской воинской частью, а 11 апреля в разрушенном замке неожиданно начался пожар.
Судьба янтарных панно, находившихся в замке, сложилась особо. А про судьбу основной части «лишних» деталей Янтарной комнаты узнал знаменитый немецкий кладоискатель Георг Штайн, имевший связи с П. Энке, который по линии «Штази» установил, что в начале 1945 года янтарные панели были размещены в старинном тюрингенском замке Рейнхардсбрунн, а в начале апреля 1945-го вместе с другими культурными ценностями, награбленными гитлеровцами, спрятаны в саксонской соляной шахте Граслебен-1. В мае 1945 года сокровища этой шахты нашли американцы (офицеры 9-й армии генерала У. Симпсона) и вывезли через Антверпен в США, а информация об этой операции была строго засекречена. Узнав об этом, в августе 1987 г. Штайн решил дать по сему поводу пресс-конференцию, однако накануне её погиб. Труп Штайна нашли в густом лесу под Мюнхеном с восемью колото-резаными ранами в животе. А вскоре после этого скончался и 42-летний подполковник Энке.
Немецкий офицер, участвовавший в вывозе Янтарной комнаты из Царского Села и незаконно увёзший часть её на родину в качестве «сувенира» (это флорентийская мозаика «Обоняние и осязание», одна из четырёх, изготовленных в 1787 году по заказу Екатерины II), передал его на временное хранение некоему нотариусу. Впоследствии[когда?] этот нотариус попытался эту мозаику продать, но в 1997 году немецкие власти конфисковали её, его самого судили, а право владения мозаикой признали за его дочерью. Она же отказалась от претензий на янтарную панель, передав все права на неё городу Бремену, который и передал её музею-заповеднику «Царское Село». 29 апреля 2000 года министр по делам культуры ФРГ Михаэль Науман передал и. о. президента РФ В. В. Путину фрагменты подлинной Янтарной комнаты — флорентийскую мозаику и янтарный комод, изготовленный в 1711 году берлинскими ремесленниками и занимавший одно из центральных мест в меблировке комнаты. 

## Версии местонахождения
Во время штурма Кёнигсберга советскими войсками в апреле 1945 года Янтарная комната бесследно исчезла.

### Классические версии
Есть несколько версий судьбы Янтарной комнаты, признанных классическими.

#### Пожар
Янтарная комната или её часть сгорела 11 апреля 1945 года в подвалах Кёнигсбергского замка. Версию выдвинул директор музея в замке Альфред Роде. Её же принял на веру профессор А. Я. Брюсов, входивший в состав комиссии Комитета по делам искусств и культурно-просветительских учреждений при Совмине РСФСР по поискам похищенных гитлеровцами культурных ценностей, которая работала в Восточной Пруссии летом 1945 года. В направленной в Москву докладной о результатах поисков Брюсов пришёл к выводу, что «по всем данным, Янтарная комната сгорела между 9 и 11 апреля 1945 г., так как некоторые из красноармейцев осматривавших замок 11 апреля, никаких ящиков в большой зале орденского помещения, по их словам, не видели». Однако в его выводе усомнился руководитель другой правительственной комиссии по розыску вывезенных гитлеровцами сокровищ пригородных ленинградских дворцов Анатолий Кучумов — бывший хранитель Янтарной комнаты, хорошо знавший её, в отличие от московского учёного, который комнату никогда не видел. Взяв с собой текст брюсовской докладной с её «пожарным» выводом, Кучумов вместе с завсектором музеев отдела культуры Ленгорсовета С. В. Трончинским весной 1946 года приехал в Кёнигсберг и внимательно изучил Королевский замок и Большой Орденский зал, где якобы сгорела Янтарная комната. Кучумов обнаружил у входа в зал с лестницы три обгоревшие флорентийские мозаики, входившие в состав Янтарной комнаты, однако сделал по поводу этой находки выводы, противоположные версии Роде и Брюсова.
«Во-первых, если мозаики были упакованы вместе с янтарными панно, будучи вделанными в них, ящики не могли по своим габаритам поместиться на той площади (меж двух дверей и окна), где они были найдены. Мозаики лежали сложенными одна на другую, и это отвергает возможность упаковки их вместе с панно, — описывал увиденное Кучумов, — Большие габариты янтарных панно и высокий рельеф янтарных рам, окружающих мозаики, не могли позволить упаковку трёх или четырёх панно в один ящик. Если бы мозаики горели вместе с панно на некоторой высоте от пола, имея между собой прослойку из самих панно (дубовые доски и янтарь) и упаковочного материала, они должны были, падая, рассыпаться на мелкие куски, так как клей-мастика при высокой температуре быстро теряет свои связующие свойства. В действительности рисунок мозаик был найден при раскопке не нарушенным, несмотря на полное разрушение и обесцвечивание камня… Это говорит о том, что здесь находились и сгорели вместе с мебелью графини Кайзерлинг лишь мозаики, упакованные отдельно от янтарных панно. Ведь мозаики укреплялись поверх янтарных панно на крюках, и их легко можно было снять.
Во-вторых, отделка Янтарной комнаты имела 24 пилястры толстого зеркального стекла, обрамлённых деревянной золочёной резьбой. При осмотре гари расплавленного стекла не было обнаружено совсем. Следовательно, зеркальные пилястры находились в другом месте, возможно, вместе с Янтарной комнатой, поэтому версия о гибели янтарных панно в данном помещении отпадает».
Кучумов и его помощник С. В. Трончинский сделали вывод: «Приведённые обстоятельства позволяют с полным основанием отвергнуть сообщение Роде о гибели Янтарной комнаты в огне пожара в Орденском зале Кёнигсбергского замка, доверчиво принято за истину профессором Брюсовым. Янтарная комната была сохранена и укрыта в безопасном месте при участии Роде. Выдвинутая им версия… должна была отвлечь внимание комиссии от дальнейших поисков».

#### Пропажа
Янтарная комната была спрятана в неизвестном бункере в Кёнигсберге или его окрестностях. Среди версионных объектов называются гипотетический бункер на Розенштрассе («бункер Брюсова»), подвалы Штайндаммской кирхи, бывший гараж гестапо на совр. ул. Космической в Калининграде, подвалы пивоварни «Понарт», имение гауляйтера Восточной Пруссии Эриха Коха (Гросс Фридрихсберг, ныне пос. Совхозный в составе Калининграда), подвалы замка Лохштедт в Балтийске (Пиллау) и др. Версии подтверждаются многочисленными очевидцами, якобы видевшими процесс перевозки ящиков с янтарными панелями или даже самими в них участвовавшими.

#### Гибель при перевозке
Янтарная комната была вывезена в период с 19 февраля по 5 апреля 1945 года из Кёнигсберга (когда советские войска разорвали кольцо окружения вокруг города) и погибла при перевозке. В качестве версий упоминается, например, гибель шедевра на борту лайнера «Вильгельм Густлофф».

#### Тайник
Янтарная комната была вывезена в период с 19 февраля по 5 апреля 1945 года в западные или южные районы 3-го рейха и там спрятана в специально оборудованном тайнике.

### Кёнигсберг — Восточный Берлин
- Основная часть царскосельской Янтарной комнаты — янтарные панно, собранные в апреле 1942 г. в Кёнигсбергском замке, разобранные в августе 1944-го и сложенные в ящиках в Орденском зале замка — не сгорела при пожаре замка 11 апреля 1945 года, а 10 или 11 апреля была вывезена представителями советской оккупационной администрации в район Литовского вала в Кёнигсберге. Затем эти янтарные панели были вывезены в Восточный Берлин, где в 1950 году вместе с другими трофейными культурно-историческими ценностями, найденными в Восточной Пруссии, по ошибке переданы в американскую оккупационную зону Западного Берлина властям США, видимо, в качестве оплаты американских поставок СССР по ленд-лизу[15][16], поскольку американцы в своих расчётах за войну, помимо золота, принимали и культурные ценности, выделенные в особую категорию «ценных активов» (assets)[17]. Эту версию впервые выдвинул в 2008 году в своей книге «За пеленой янтарного мифа»[18] известный исследователь темы перемещённых культурных ценностей Александр Мосякин, а затем нашёл ей документальное подтверждение. В 2011 году, разбирая бумаги в личном архиве бывшего хранителя Янтарной комнаты Анатолия Кучумова в ЦГАЛИ Санкт-Петербурга, Мосякин обнаружил записи, сделанные весной 1946 года, когда Кучумов, возглавляя правительственную комиссию по поискам похищенных гитлеровцами культурных ценностей, начал поиски пропавшего царскосельского сокровища.
- 2 апреля 1946 г. Анатолий Кучумов допросил в Кёнигсберге П. Фейерабенда — директора ресторана «Кровавый суд», находившегося под Орденским залом Кёнигсбергского замка. Вот избранные цитаты из протокола допроса (перевод с нем.): «Немецкая Янтарная комната находилась в музее замка. <…> После того, как Кёнигсберг в августе 1944 года был бомбардирован, Янтарную комнату тотчас запаковали и перенесли в Орденский зал, который помещался над рестораном. Упакованная в многочисленные ящики комната оставалась там до начала штурма Кёнигсберга… В конце марта 1945 года замок посетил гауляйтер Кох. Кох сделал доктору Роде строгий выговор за то, что он упакованную Янтарную комнату оставил в замке до сих пор. Кох хотел позаботиться о немедленном вывозе, но жестокая боевая обстановка уже не допускала вывоза. Упакованная комната осталась стоять в Орденском зале… Начиная со второй половины дня 9 апреля 1945 года в замке распоряжался комендант, назначенный гауляйтером Кохом, но [он] неожиданно исчез. Я находился в винном погребе. По договорённости с некоторыми офицерами я вывесил в северном и южном крыле замка белые флаги как знак капитуляции. Ночью в 11.30 пришёл русский полковник, который после того, как я ему всё показал и объяснил, дал указания об уходе. Когда я покинул замок в 12.30 ночи, ресторан был занят только одним артиллерийским подразделением. Подвал и Орденский зал были совершенно не повреждены»[19].
- Подтверждение этому документу имеется в т. н. «Кёнигсбергском дневнике», который летом 1945 года вёл в Восточной Пруссии профессор Брюсов. Там есть запись от 13 июня, где сказано: «В замок приехал какой-то полковник, который участвовал во взятии замка. Он рассказал, что когда он впервые вошёл в замок, он видел именно в этом зале северного крыла большие ящики, передние из которых были разломлены, и в них была какая-то мебель. Следовательно, Янтарная комната погибла, по-видимому, от пожара, устроенного нашими солдатами» (см.: Петровский Н. В. Шедевры, обожжённые войной. — М.: Алисторус, 2020. С. 167). В больших ящиках, которые видел полковник, была не мебель, а упакованные в деревянный корсет янтарные панели, уложенные в ящики. Из записи в дневнике Брюсова следует, что пожар в замке, при котором якобы сгорела Янтарная комната, случился после того, как гарнизон Кёнигсберга поздно вечером 9 апреля 1945 года капитулировал и замок заняли красноармейцы. Видимо, из-за этой записи «Кёнигсбергский дневник» был изъят у Брюсова и в советские времена засекречен. Была спрятана и его докладная в Москву. Эти документы хранились в спецхране Государственной библиотеки СССР им. В. И. Ленина. Сейчас материалы поисковой экспедиции Брюсова и его коллег рассекречены и хранятся в ГАРФе.
- Из документов, найденных Мосякиным в архиве Кучумова и подтверждённых записью в дневнике Брюсова, следует, что в 1 час 30 мин. ночи 10 апреля 1945 г. «немецкая Янтарная комната» оказалась в руках советских оккупационных властей. «Русским полковником», которому П. Фейерабенд и работники замка передали ящики с янтарными панелями, мог быть, по мнению Мосякина, один из командиров 1-й гвардейской Пролетарской Московско-Минской многих орденов мотострелковой дивизии, которой командовал гвардии полковник (с 20 апреля 1945 г. — генерал-майор) П. Ф. Толстиков, чья артиллерийская часть поздно вечером 9 апреля заняла Кёнигсбергский замок. Но любой командир воинской части обязан был сдать найденные в замке сокровища искусства на склад трофейного имущества в Кёнигсберге, где их сортировали. Высокохудожественный янтарь, каковым являлись детали Янтарной комнаты, приравнивался по своей стоимости к золоту, а всеми драгоценными металлами, камнями и приравненными к ним изделиями, включая сокровища Гохрана, в СССР с 1934 года заведовали НКВД (1-е Главное управление госбезопасности) и Наркомат госбезопасности.
- Допросив работников Кёнигсбергского замка, которые были свидетелями нахождения советским полковником янтарных панелей в Орденском зале замка в полночь 9 апреля 1945 г., Кучумов восстановил такую последовательность событий. Основная часть Янтарной комнаты, похищенной гитлеровцами осенью 1941 г. из Большого Екатерининского дворца под Ленинградом, — меньшая по размерам «немецкая Янтарная комната», собранная весной 1942 г. в одном из музейных залов Кёнигсбергского замка, уже в день взятия города советскими войсками оказалась в руках советских оккупационных властей — одной из трофейных служб, занимавшихся в Кёнигсберге (как и по всей оккупированной Европе) поисками разного рода трофейных ценностей. Этим занимались военные комендатуры и особые поисковые группы НКВД, НКГБ и Смерша. Детали «немецкой Янтарной комнаты», как она именовалась в музейной (Дарственной) книге Кёнигсбергского замка, были восприняты как немецкий трофей и, как полагает Мосякин, переданы в соответствующий фонд, использовавшийся для расчётов с американцами по военным долгам на основе секретных договоров, не рассекреченных поныне. Кучумов выяснил, что это была не «немецкая», а «русская» Янтарная комната, похищенная в России немцами. Он также узнал, что найденную в Кёнигсберге «немецкую Янтарную комнату» переправили в Восточный Берлин, а в 1950 году передали в американский оккупационный сектор города. Об этом сообщил Кучумову в письме из Берлина его немецкий коллега доктор Герхард Штраус, чему есть независимое подтверждение. Упакованные в ящики части Янтарной комнаты видел в 1946 году в Берлине генерал К. Ф. Телегин и привёз в Москву несколько янтарных деталей, которые хранились в семье Телегиных. В 2004 году потомки генерала рассказали о них журналистам «Комсомольской правды» и показали эти детали. Увидев их фотографии, руководители Царскосельской янтарной мастерской (Т. Макарова и Б. П. Игдалов), восстановившей Янтарную комнату, признали, что «эти фрагменты были частью королевских янтарных предметов, которые находились в Янтарной комнате» («Комсомольская правда». 2004. 3 и 10 сент.).
- Артефакты, привезённые из Берлина генералом Телегиным, подтверждают информацию, изложенную в письме доктора Штрауса, найденном в «кучумовских» документах Мосякиным («Прусское проклятие…». Гл. 26). Когда об этом узнали в МГБ СССР, с Кучумова взяли подписку о неразглашении. Такую же подписку взяли с московских профессоров А. Я. Брюсова и Д. Д. Иваненко, с доктора Г. Штрауса и всех лиц, причастных к раскрытию этой тайны. Все они до самой смерти её хранили[20]. Факсимиле документов из архива Кучумова были впервые опубликованы в 2014 году в книге А. Г. Мосякина «Жемчужное ожерелье Санкт-Петербурга», а затем в других книгах автора. По этим материалам телекомпания «Останкино» сняла двухсерийный документальный фильм «Янтарная комната», впервые показанный по Первому каналу российского ТВ 23-24 мая 2015 г. и затем демонстрировавшийся ещё не раз. Год спустя на телеканале «Звезда» С. К. Медведев сделал аналогичный фильм «По следам Янтарной комнаты».
- В 2011 году в немецком интернете появилась зарисовка двух стенных янтарных панелей на зелёном фоне, которую сделал после войны бывший главный инспектор Кёнигсбергского замка Ф. Хенкензифкен и вложил её в письмо инженеру Х. Герлаху. Письмо с вложением рисунка было отправлено из Касселя в октябре 1960 года. Это указывает на то, что какие-то янтарные панели после войны находились в ФРГ. Хенкензифкен жил тогда рядом со знаменитым дворцово-парковым комплексом Вильгельмсхёэ, там находился Немецкий музей обоев, где могла быть сделана зарисовка. Но на запрос руководства Екатерининского дворца-музея, замдиректора Музея Гессен-Касселя, дворец Вильгельмсхёэ, г-н Г. Бунгартен ответил, что «мы не нашли в наших документах каких-либо ссылок на то, что Янтарная комната или части Янтарной комнаты когда-либо находились в Касселе»[21][22]. В мае 2015 года в Большом Екатерининском дворце Царского Села состоялась научная конференция по перемещённым во время Второй мировой войны культурным ценностям, на которой А. Г. Мосякин рассказал о своих архивных находках, прояснивших судьбу Янтарной комнаты. Его выступление было выслушано сотрудниками музея и приглашёнными лицами с интересом и не вызвало возражений. После этого Мосякин продолжил архивные изыскания, включая архивы КГБ СССР. Их итогом стала его книга «Миф о Янтарной комнате. Расшифрованное проклятие», изданная в московском издательстве «Международные отношения» и презентованная в Москве на международной книжной выставке-ярмарке Non Fiction 7 декабря 2024 года[23]. А накануне, 27 ноября, Мосякин выступил в докладом по этой книге на XXX Царскосельской научной конференции в Екатерининском дворце г. Пушкина. Доклад не вызвал возражений. Материал доклада под названием «Тайны Янтарной комнаты без тайн» выставлен на официальном сайте ГМЗ «Царское Село»[24].

### Продолжение поисков
В 2012 году в связи с сенсационной находкой множества произведений искусства, считавшихся утерянными, снова всплыли сведения о возможных свидетелях вывоза Янтарной комнаты и её дальнейшего хранения.
В октябре 2017 года исследователи из Германии предположили, что Янтарная комната может быть спрятана в одной из пещер близ Дрездена, где им удалось обнаружить следы от стальных кабелей, с помощью которых груз мог быть спущен на глубину.
В июне 2019 года в Мамерках, недалеко от Калининградской области, в Польше найден замаскированный вход в туннель, неиспользованный со Второй мировой войны. Предполагается, что это может быть вход в бункер, где спрятана Янтарная комната. Туннель обещали открыть в конце июня 2019 года.
В начале осени 2020 года в Калининграде историком-мистификатором Сергеем Трифоновым предположительно найдены следы Янтарной комнаты («Российская Газета»).
В октябре 2020 г. польские водолазы обнаружили на дне Балтийского моря хорошо сохранившиеся останки парохода «Карлсруэ», потопленного 13 апреля 1945 г., и предположили, что Янтарная комната могла находиться на нём; эксперты отозвались об этой версии критически. По этому поводу было интервью телеканалу RT. В итоге никаких сокровищ на «Карлсруэ» не оказалось.

## Воссоздание
В апреле 1979 года Совет министров РСФСР принял специальное решение о воссоздании Янтарной комнаты на прежнем месте. Для выполнения этой работы в Ленинграде была создана специальная мастерская (в состав которой вошли реставраторы, художники, камнерезы, историки, искусствоведы и другие специалисты). Обеспечение янтарём было возложено на карьер "Янтарный" в Калининградской области. В 1980 году были завершены реставрационные работы помещения, в котором ранее находилась Янтарная комната (наборный паркет на полу, деревянный золоченый декор, живопись потолка и др.) - а места, где ранее находились янтарные панно временно затянули декоративным шёлком. Работы планировалось завершить в 1990 году.
В 1981 году были начаты работы по реконструкции Янтарной комнаты (в период с 1981 по 1997 год проводились под руководством Александра Журавлёва).
Несколько лет ушло на разработку проекта, научной концепции, воссоздание рецептур, технологий обработки янтаря, подготовку рабочего коллектива. В 1990-е годы работа была приостановлена из-за нехватки финансирования и проблем с поставками сырья.
В 2003 году, к 300-летию Санкт-Петербурга, Янтарная комната была восстановлена в полном объёме (из калининградского янтаря), в том числе на деньги немецкой стороны (компания E.ON Ruhrgas). В настоящее время доступна для посещения в Екатерининском дворце.
Основатель, совместно с Юлианом Семёновым, Международного комитета по поиску Янтарной комнаты барон Эдуард фон Фальц-Фейн отмечал: «Искали 20 лет, потратили на экспедиции по всему миру невероятные деньги, собрали громадный архив, чтобы потом узнать, что комната сгорела». Посещавший старую комнату, он высказал мнение, что восстановленная комната сделана лучше, чем прежняя.

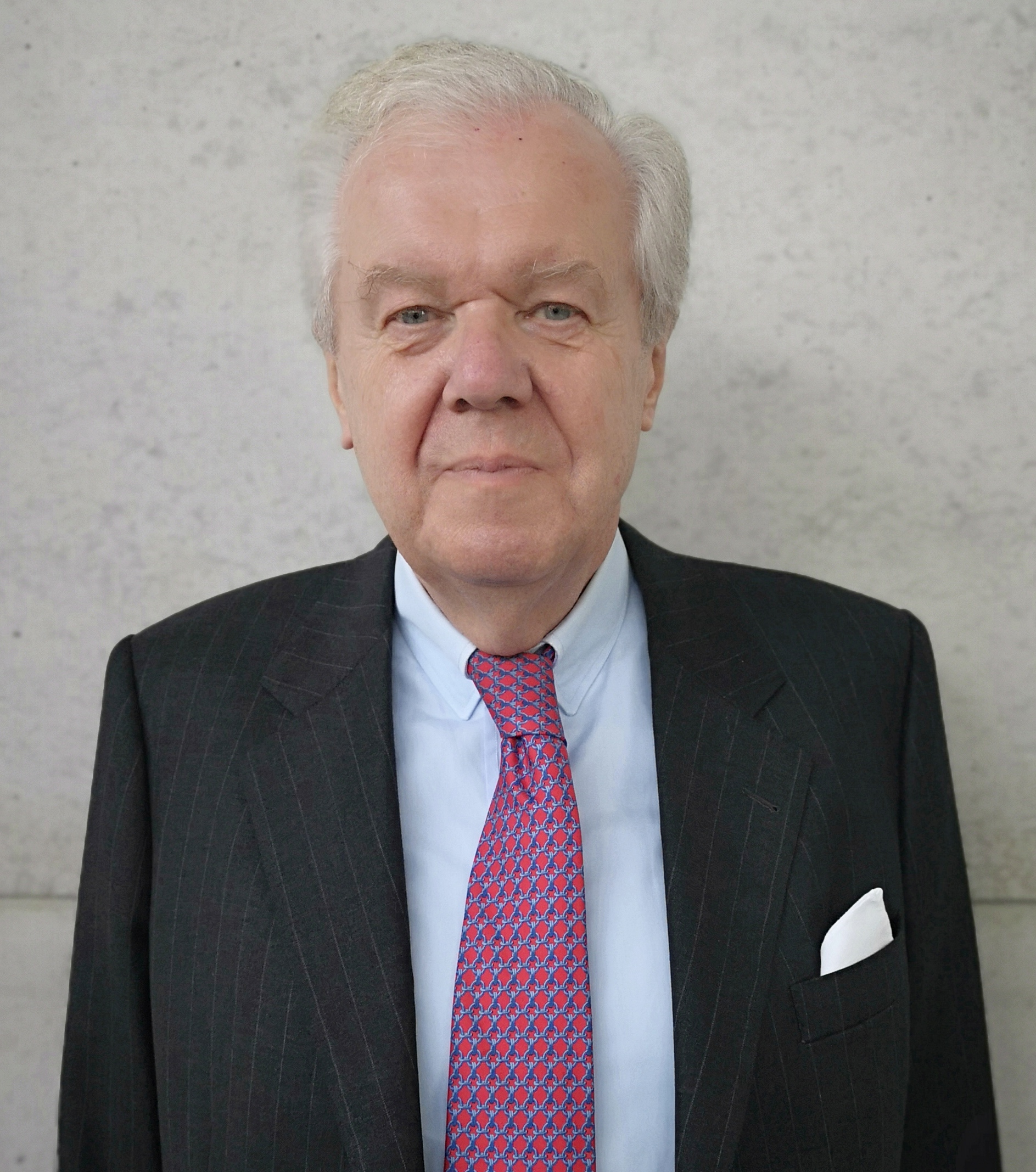
Ахим Миддельшульте, бывший CEO Ruhrgas (2018)
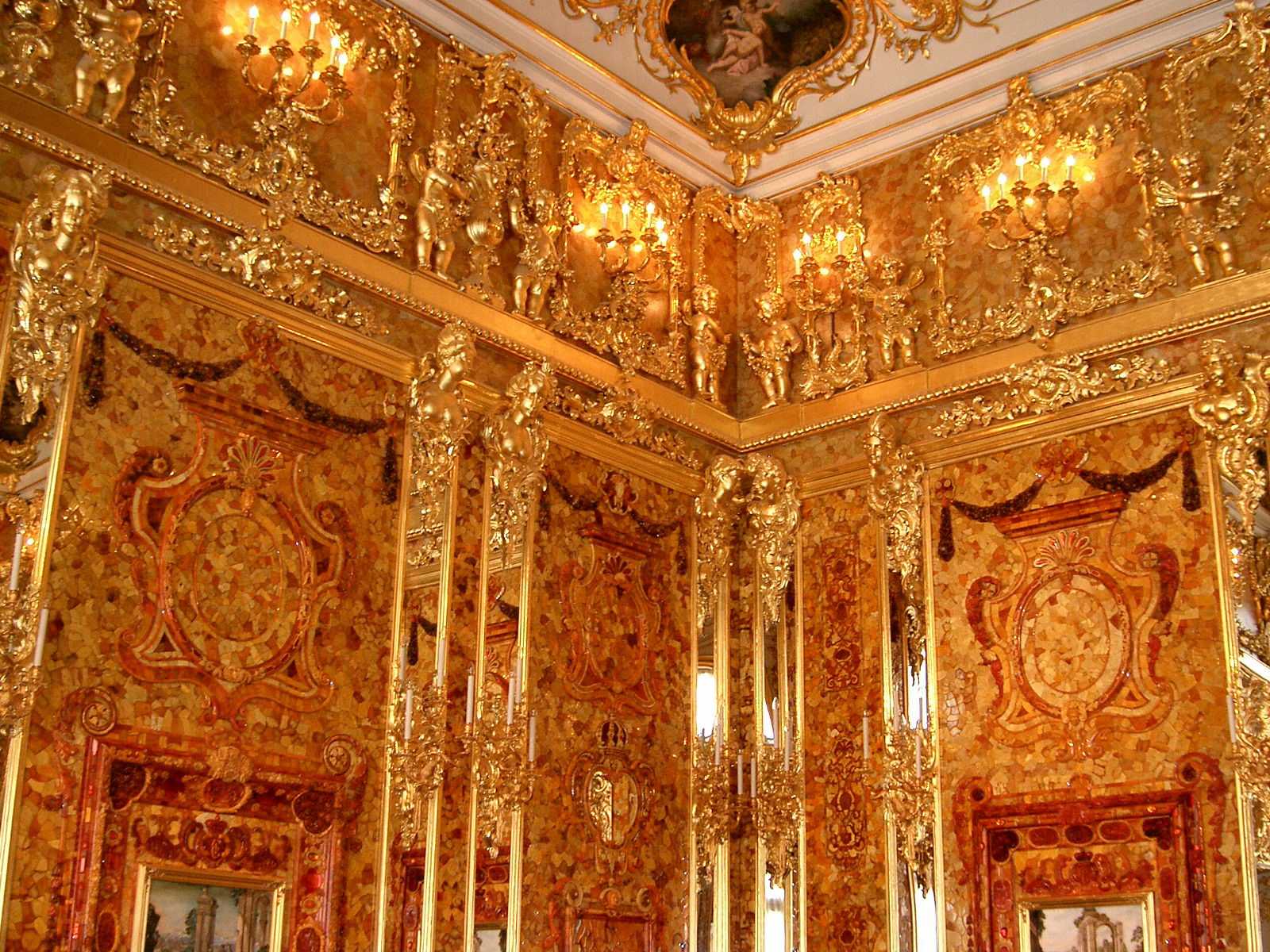
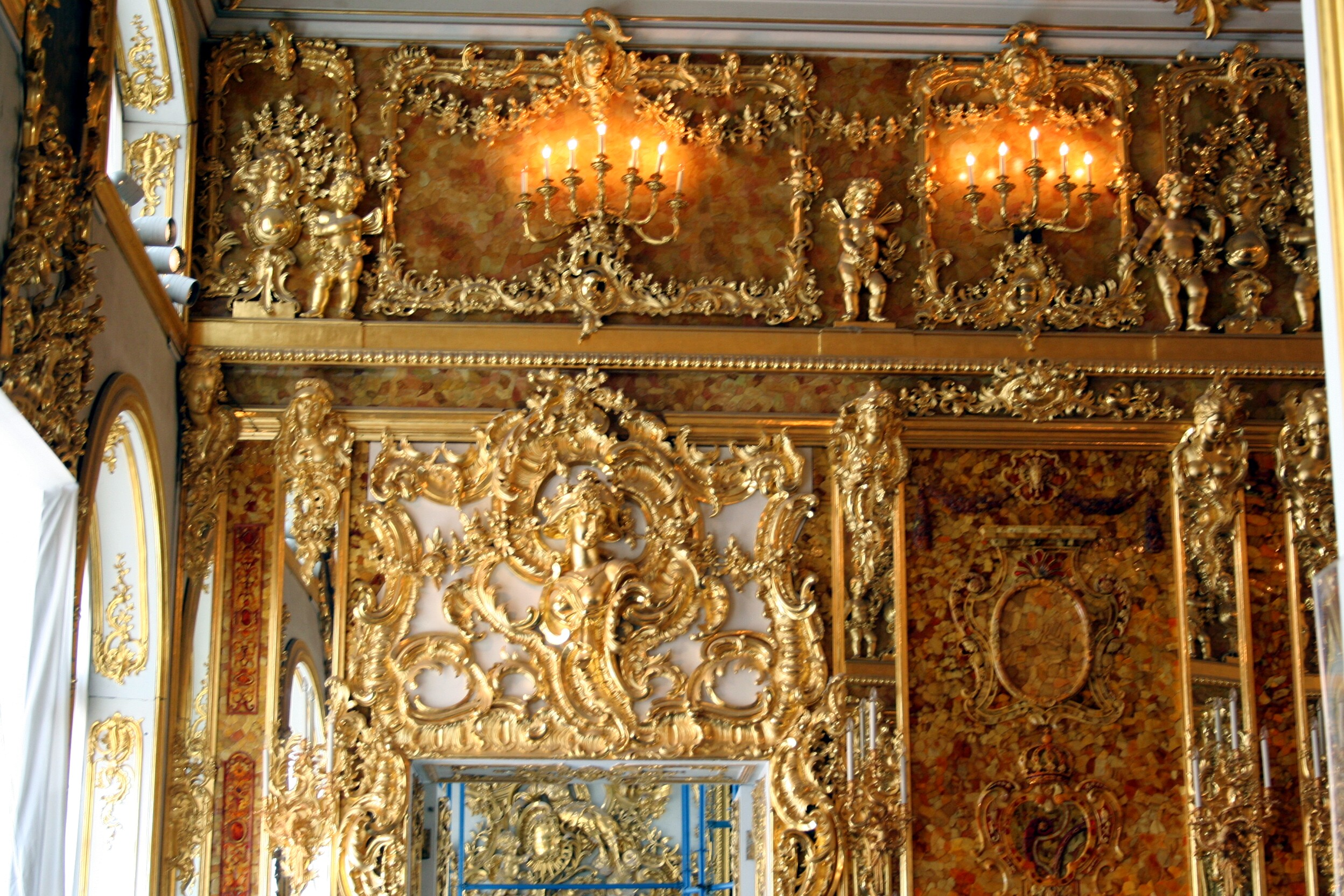
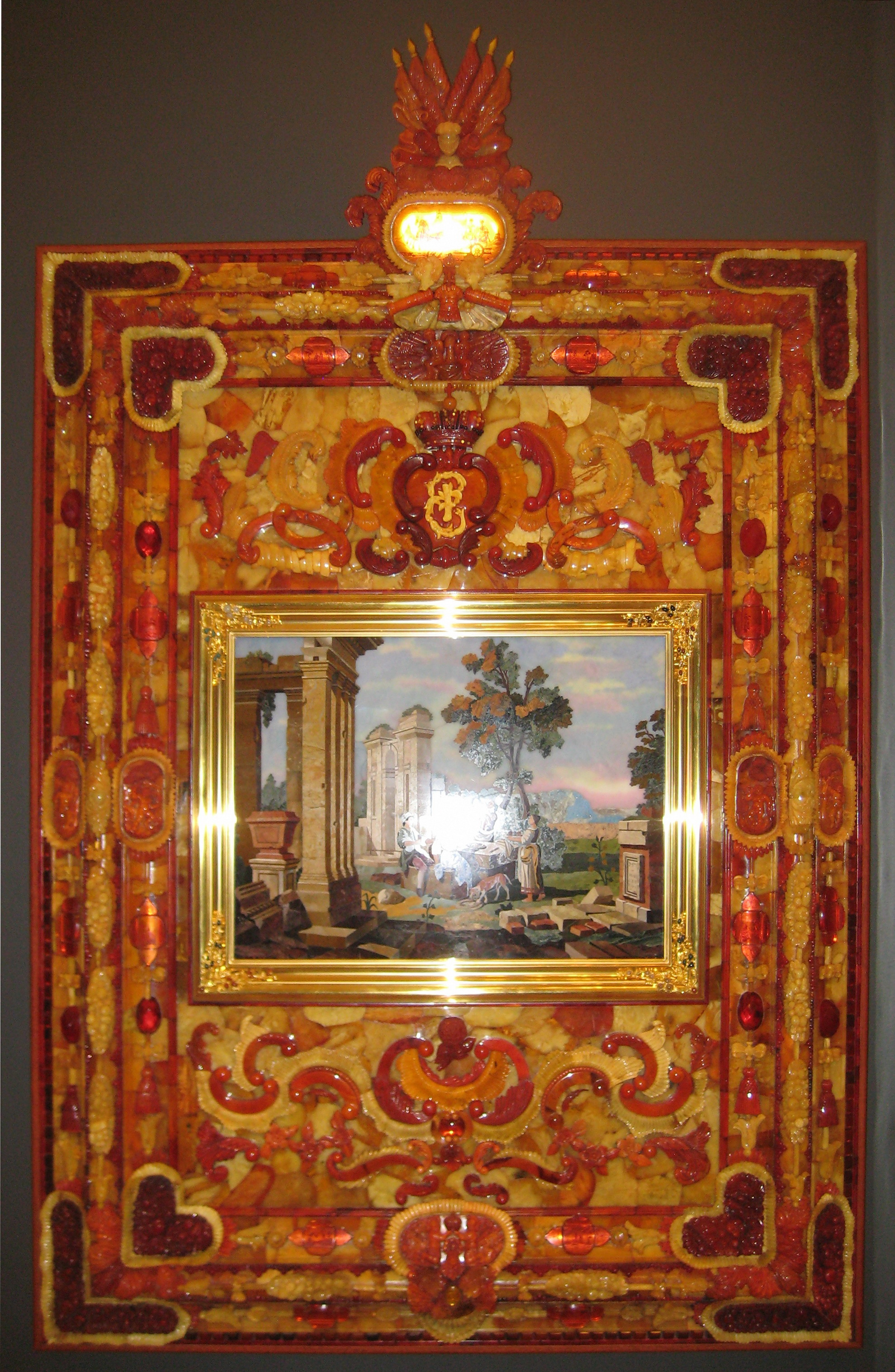
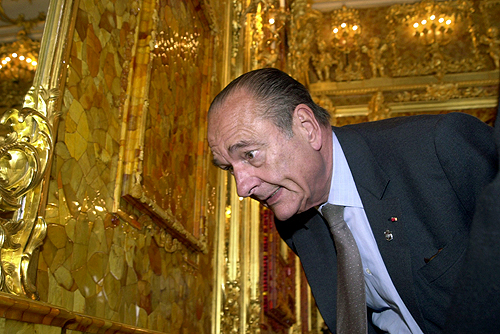
Жак Ширак в Янтарной комнате

## Упоминание в кинематографии
- «Дело о янтарном кабинете» (сериал, 2003, реж. В. Аксёнов)[источник не указан 3581 день]
- «Городок» эпизод : 300 лет на двоих (2004 г)
- «Янтарный барон» (сериал, 2007, реж. Сергей Басин)
- Документальный фильм для телеканала Discovery «Разгадка тайн истории с Олли Стидсом. Сокровища нацистов» (англ. «Solving History with Olly Steeds. Treasures of the Nazis») 2010
- «Охота за янтарной комнатой» (нем. Die Jagd nach dem Bernsteinzimmer) 2012)
- Документальный фильм «Янтарная комната» производства телекомпании  «Первый канал», 2015
- Документальные фильмы «По следам Янтарной комнаты» и «Большой грабёж. Тайна псковских сокровищ»  Из цикла «Тайны века» с Сергеем Медведевым.

## В филателии

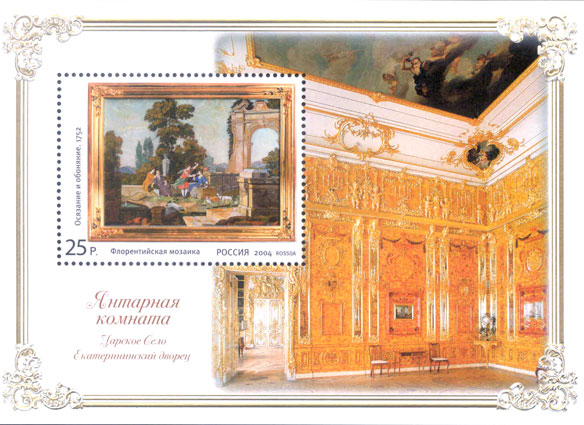
Почтовый блок России 2004 г.
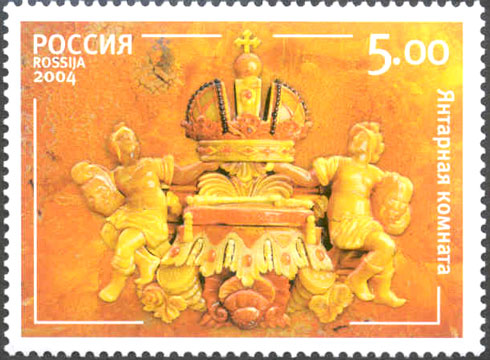
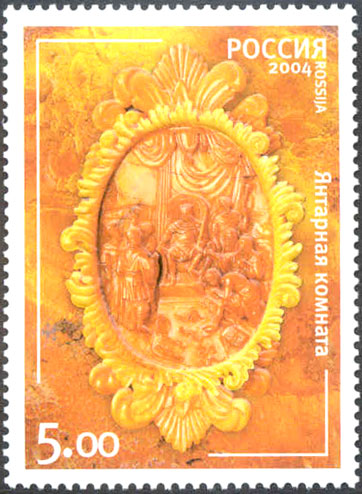
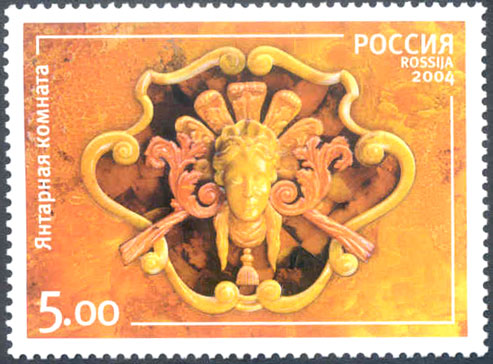